# 치킨 수프 포 더 소울
치킨 수프 포 더 소울(Chicken Soup for the Soul Entertainment, Inc.)은 코네티컷주 코스콥에 본사를 둔 미국의 자조(self-help), 소비재 및 미디어 회사이다. 영혼을 위한 닭고기 수프(Chicken Soup for the Soul) 시리즈로 유명하다. 이 시리즈의 대부분의 후속 제목과 마찬가지로 첫 번째 책은 평범한 사람들의 삶에 대한 영감을 주는 실화로 구성되었다. 책은 매우 다양하며, 각각 다른 주제를 가지고 있다. 오늘날, 치킨 수프 포 더 소울 퍼블리싱은 매년 약 12권의 새로운 책을 계속해서 출판하고 있다.
이 회사는 식품, 애완동물 사료, TV 프로그램 등 다른 카테고리로 사업을 확장했다.